# Зильберман, Лазарь Липман
Лазарь Липман Зильберман (1819—1882) — немецкий журналист и редактор, основатель первого еврейского еженедельника «Ха-Магид».

## Биография
Лазарь Липман Зильберман родился в 1819 году в городе Кенигсберге в еврейской семье, которая эмигрировала из Российской империи во время наполеоновских войн.
Зильберман воспитывался в Кротингене (Ковенская губерния), затем вернулся в Пруссию и стал резником в городе Лыке (ныне Элк, Польша). Там же он в 1856 году основал первый еврейский еженедельник «Ха-Магид» и за свои заслуги перед еврейской журналистикой вскоре был удостоен ученой степени Лейпцигского университета. В качестве своего помощника он вызвал из Ливерпуля Давида Гордона (последний, после смерти Зильбермана, займет место редактора и продолжит издавать «Ха-Магид»).
В 1864 году Зильберман основал известное еврейское издательство «Mekize Nirdamim». Кроме ряда статей и автобиографических очерков в «Ха-Магид», Л. Л. Зильберман издал «Goren Nachon» (этика Соломона Гебироля в еврейском переводе Иегуды ибн-Тиббона, с примечаниями издателя, 1869) и «Kadmuth Hajehudim» (полемика Флавия против Апиона в переводе Шулама, с примечаниями Л. Зильбермана и И. Бёмера, 1858).
Лазарь Липман Зильберман умер в Лыке (Пруссия, ныне Элк, Польша) в 1882 году.